# Ludwig Göransson
Ludwig Göransson (Linköping, 1 september 1984) is een Zweeds componist en producent van met name filmmuziek.

## Loopbaan
Göransson begon zijn muziekcarrière in 2008 als assistent voor filmcomponist Theodore Shapiro. Hij componeerde meerdere malen de originele filmmuziek voor filmregisseur Ryan Coogler waaronder voor de films Fruitvale Station, Creed en  Black Panther. Als producer is hij sinds 2010 ook actief voor verschillende artiesten, waarvan de meeste albums voor artiest Childish Gambino (Donald Glover). Ook was hij als producer verantwoordelijk voor het debuutalbum Days Are Gone van de band Haim.
Zijn muziekstijl varieert van elektronische muziek, bigband, rhythm-and-blues, jazz tot klassieke muziek. In 2013 tekende Göransson een beheerovereenkomst als componist voor het platenlabel Roc Nation van Jay Z.
In 2023 ontving Göransson de Zweedse koninklijke onderscheiding "Litteris et Artibus".

## Discografie

### Albums
- 2013: How to Find a Party

## Filmografie
| Jaar | Titel                                     | Opmerkingen                                 |
| ---- | ----------------------------------------- | ------------------------------------------- |
| 2011 | 30 Minutes or Less                        |                                             |
| 2013 | Fruitvale Station                         |                                             |
| 2013 | We're the Millers                         | met Theodore Shapiro                        |
| 2014 | Top Five                                  |                                             |
| 2014 | The Town That Dreaded Sundown             |                                             |
| 2014 | Stretch                                   |                                             |
| 2014 | A Merry Christmas Miracle                 | originele titel: A Merry Friggin' Christmas |
| 2015 | Creed                                     |                                             |
| 2016 | Central Intelligence                      | met Theodore Shapiro                        |
| 2016 | True Memoirs of an International Assassin |                                             |
| 2017 | Everything, Everything                    |                                             |
| 2018 | Black Panther                             |                                             |
| 2018 | Death Wish                                |                                             |
| 2018 | Slice                                     | met Nathan Matthew David                    |
| 2018 | Venom                                     |                                             |
| 2018 | Creed II                                  |                                             |
| 2020 | Tenet                                     |                                             |
| 2021 | Bad Trip                                  | met Joseph Shirley                          |
| 2022 | Turning Red                               |                                             |
| 2022 | Black Panther: Wakanda Forever            |                                             |
| 2023 | Oppenheimer                               |                                             |
| 2025 | Sinners                                   |                                             |

## Overige producties

### Televisiefilms
| Jaar | Titel              | Opmerkingen |
| ---- | ------------------ | ----------- |
| 2011 | Worst. Prom. Ever. |             |
| 2017 | Thin Ice           |             |

### Televisieseries
| Jaar | Titel                         | Opmerkingen |
| ---- | ----------------------------- | ----------- |
| 2009 | Michael & Michael Have Issues |             |
| 2009 | Community                     | 2009-2015   |
| 2011 | Happy Endings                 | 2011-2012   |
| 2011 | New Girl                      | 2011-2018   |
| 2014 | Playing House                 |             |
| 2014 | Survivor's Remorse            |             |
| 2014 | Satisfaction                  | 2014-2015   |
| 2016 | Angie Tribeca                 | 2016-2018   |
| 2019 | The Mandalorian               | 2019-heden  |
| 2021 | The Book of Boba Fett         |             |

### Shorts
| Jaar | Titel                        | Opmerkingen |
| ---- | ---------------------------- | ----------- |
| 2022 | Gen - Grogu and Dust Bunnies |             |

### Additionele muziek
| Jaar | Titel           | Opmerkingen                             |
| ---- | --------------- | --------------------------------------- |
| 2008 | Marley & Me     | voor Theodore Shapiro                   |
| 2009 | Year One        | voor Theodore Shapiro                   |
| 2009 | Jennifer's Body | voor Theodore Shapiro en Stephen Barton |

### Muziek- /soundtrackproducent
Aan deze projecten was hij (uitvoerend) muziekproducent.
| Jaar | Titel             | Opmerkingen           |
| ---- | ----------------- | --------------------- |
| 2020 | Trolls World Tour | voor Theodore Shapiro |

## Prijzen en nominaties

### Academy Awards
| Jaar | Titel                          | Categorie                       | Uitslag     |
| ---- | ------------------------------ | ------------------------------- | ----------- |
| 2019 | Black Panther                  | Beste filmmuziek                | Gewonnen    |
| 2023 | Black Panther: Wakanda Forever | Beste filmsong, voor Lift Me Up | Genomineerd |
| 2024 | Oppenheimer                    | Beste filmmuziek                | Gewonnen    |

### BAFTA Awards
| Jaar | Titel       | Categorie        | Uitslag  |
| ---- | ----------- | ---------------- | -------- |
| 2024 | Oppenheimer | Beste filmmuziek | Gewonnen |

### Emmy Awards
| Jaar | Titel           | Categorie | Uitslag  |
| ---- | --------------- | --- | -------- |
| 2020 | The Mandalorian | Beste muziekcompositie voor een serie (originele dramatische muziek), voor "The Mandalorian: Chapter 8: Redemption"  | Gewonnen |
| 2021 | The Mandalorian | Beste muziekcompositie voor een serie (originele dramatische muziek), voor "The Mandalorian: Chapter 16: The Rescue" | Gewonnen |

### Golden Globe Awards
| Jaar | Titel                          | Categorie                       | Uitslag     |
| ---- | ------------------------------ | ------------------------------- | ----------- |
| 2019 | Black Panther                  | Beste filmmuziek                | Genomineerd |
| 2021 | Tenet                          | Beste filmmuziek                | Genomineerd |
| 2023 | Black Panther: Wakanda Forever | Beste filmsong, voor Lift Me Up | Genomineerd |
| 2024 | Oppenheimer                    | Beste filmmuziek                | Gewonnen    |

### Grammy Awards
| Jaar | Titel                                                       | Categorie                                                                  | Uitslag     |
| ---- | ----------------------------------------------------------- | -------------------------------------------------------------------------- | ----------- |
| 2018 | Awaken, My Love!                                            | Album van het jaar                                                         | Genomineerd |
| 2018 | Redbone                                                     | Record van het jaar                                                        | Genomineerd |
| 2018 | Redbone                                                     | Beste R&B song                                                             | Genomineerd |
| 2019 | Black Panther                                               | Beste partituur soundtrack voor visuele media                              | Gewonnen    |
| 2019 | This Is America                                             | Song van het jaar                                                          | Gewonnen    |
| 2019 | This Is America                                             | Record van het jaar                                                        | Gewonnen    |
| 2019 | Feels Like Summer                                           | Beste R&B song                                                             | Genomineerd |
| 2022 | The Mandalorian: Season 2 – Vol. 2 (Chapters 13–16)         | Beste partituur soundtrack voor visuele media                              | Genomineerd |
| 2023 | 30                                                          | Album van het jaar                                                         | Genomineerd |
| 2024 | Black Panther: Wakanda Forever                              | Beste partituur soundtrack voor visuele media                              | Genomineerd |
| 2024 | Oppenheimer                                                 | Beste partituur soundtrack voor visuele media                              | Gewonnen    |
| 2024 | Black Panther: Wakanda Forever – Music from and Inspired By | Beste compilatiesoundtrack voor visuele media                              | Genomineerd |
| 2024 | Black Panther: Wakanda Forever                              | Beste nummer geschreven voor visuele media, voor Lift Me Up                | Genomineerd |
| 2024 | Oppenheimer                                                 | Beste instrumentale compositie, voor Can You Hear the Music                | Genomineerd |
| 2024 | Oppenheimer                                                 | Beste arrangement, instrumentaal of a capella, voor Can You Hear the Music | Genomineerd |